# Патриотическое движение (США)

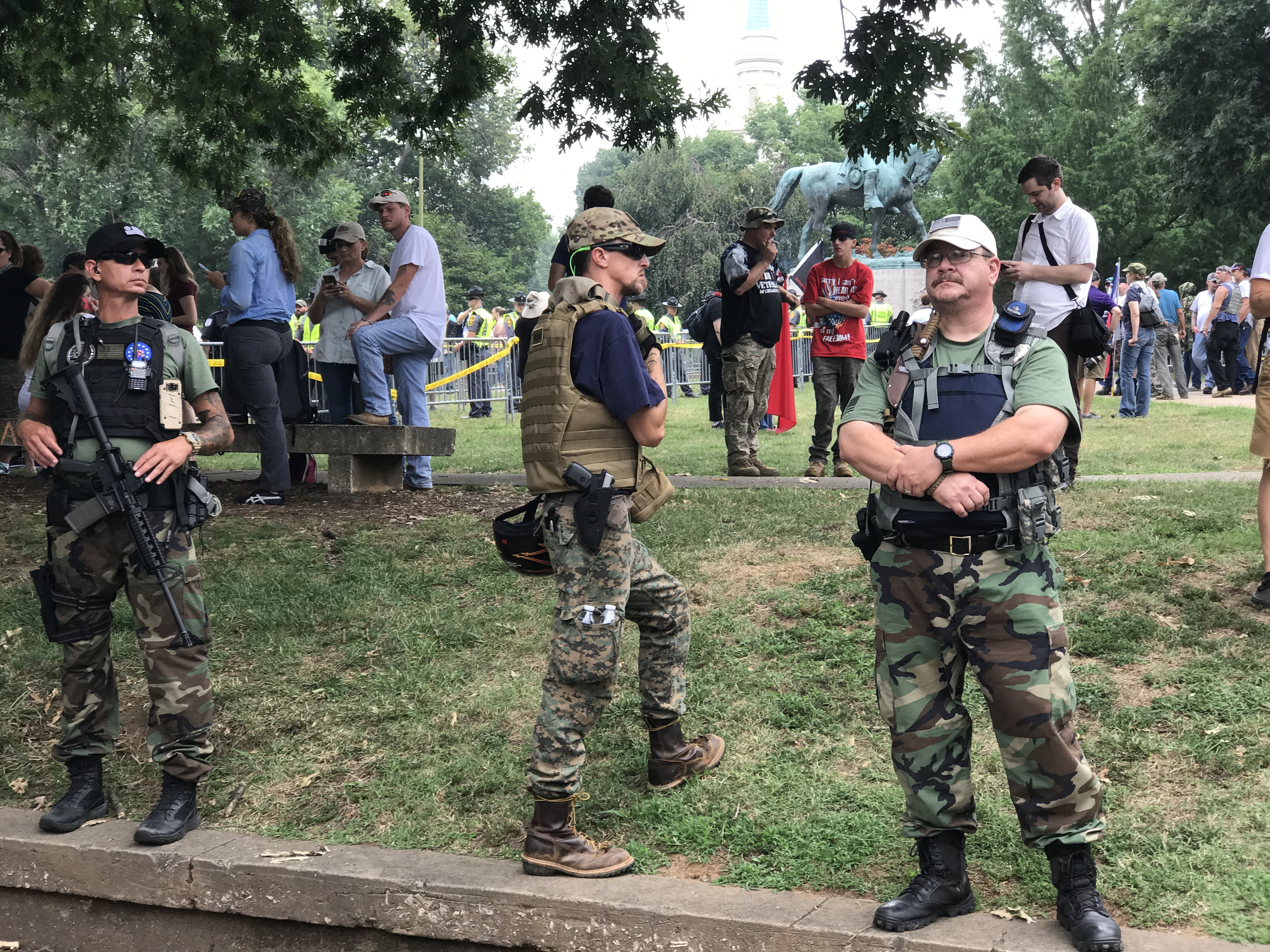
Члены крайне правой группы «Трёхпроцентников» патрулируют «парк Эмансипации» в Шарлоттсвилле, штат Вирджиния, во время марша «Объединённых правых» 2017 года

Патриотическое движение в Соединённых Штатах — совокупность ряда правых популистских, националистических политических движений, в первую очередь крайне правых вооружённых участников движения ополчения, суверенных граждан и антиналоговых протестующих. Идеология часто включает антиправительственные теории заговора. Антидиффамационная лига отмечает, что среди участников движения распространено убеждение, что «правительство захвачено и подчинено» некими силами и больше не является легитимным. Движение возникло в 1994 году в ответ на то, что его участники считали «жестокими репрессиями со стороны правительства» в отношении инакомыслящих групп, а также под влиянием ужесточения контроля над оружием и на фоне политики правительства Билла Клинтона.
Несколько групп патриотического движения совершали или поддерживали насилие, и правоохранительные органы США называли некоторые группы «опасными, алогичными, и иногда склонными к насилию». Антидиффамационная лига и Американская научная ассоциация отметили, что группы часто связаны с движениями превосходства белых, однако эти связи со временем сократились из-за включения в патриотическое движение небелых участников. К числу происшествий в Америке, которые мотивируют или вдохновляют патриотическое движение, принадлежат прежде всего осаду Руби-Ридж в 1992 году, осаду Уэйко в 1993 году и теракт в Оклахома-Сити в 1995 году. Южный центр правовой защиты бедноты (SPLC) отмечает, что движение сократилось с 800 групп в 1996 году до менее 150 групп в 2000 году, но экономический спад и выдвижение кандидатуры Барака Обамы в 2008 году привели к его «быстрому возрождению».

## История
Исследователи относят истоки движения к американскому сельскохозяйственному кризису 1980-х годов. По мере того, как различные факторы приводили фермеров к большим долговым обязательствам, маргинальные политические группы привлекали сельские сообщества к разным теориям заговора, основанным на идеях антисемитизма, нативизма и палеоконсерватизма. Важную роль в этих кампаниях сыграли Posse Comitatus, Лобби Свободы и Линдон Ларуш, сформировавшие идеологию движения.
В начале 1990-х годах патриотическое движение пережило рост, вызванный столкновениями в Руби-Ридж и Уэйко. Взрыв в Оклахома-Сити в 1995 году был осуществлён двумя членами патриотического движения, Тимоти Маквеем и Терри Николсом. В 1990-е годы движение формировалось с использованием «оружейных выставок и Интернета». Движение было очень активным в середине 1990-х годов и на своём пике в 1996 году насчитывало около 800 отдельных групп. В конце 1990-х годов наблюдался спад.
В 2009 году SPLC выразил обеспокоенность по поводу возрождения движения, а Министерство внутренней безопасности опубликовало отчёт, предупреждающий об усилении «правого экстремизма». SPLC объяснил этот рост «агрессивной реакцией на небелую иммиграцию, экономическим кризисом и президентством Барака Обамы». В нём сообщается о росте числа патриотических групп: 149 в 2008 году, 824 в 2010 году, 1274 в 2011 году и 1360 в 2012 году. Согласно SPLC, «взрывной рост, по-видимому, был вызван избранием нашего первого чернокожего президента и приближающейся утратой преобладания белых в США, которую Обама символизирует. Другой движущей силой является крах экономики, который точно совпал с приходом к власти Обамы» .
SPLC обнаружил, что, хотя «в патриотическом движении есть много участников», «которые не занимаются незаконной деятельностью», в росте групп сыграла роль «нормализация теорий заговора», таких как идея, что Федеральное агентство по чрезвычайным ситуациям (FEMA) создаёт концентрационные лагеря; слухи о тайных планах Мексики вернуть в свой состав территории на юго-западе США; опасения, что шариат может стать частью судебной системы США.
В 2009 году участник патриотического движения убил врача Джорджа Тиллера, проводившего аборты на позднем сроке беременности. Некоторые экстремисты из патриотического движении выразили поддержку Джозефу Стэку, протаранившему в 2010 году офис Налоговой службы США.
Движение было связано с противостоянием Банди в 2014 году и захватом национального заповедника дикой природы Малер в 2016 году. Два участника движения, Джерад Миллер и Аманда Миллер, убили двух полицейских и мирного жителя во время перестрелки в Лас-Вегасе после выхода из противостояния Банди; они прикрепили к одной из своих жертв записку, в которой говорилось: «Это начало революции».

## Идеология
SPLC, Антидиффамационная лига и ФБР характеризуют различные группы патриотического движения как придерживающиеся расистских, ксенофобских, экстремистских, антисемитских, антиисламских, антииммигрантских взглядов и сторонники насильственных действий.
Патриотическое движение описывается с следующим образом:
- разнородное движение, общей чертой которого является растущее недовольство и отчуждённость от правительства, готовность использовать военную силу для защиты своих прав и конспирологическая эсхатология[8]
- политический бренд, своим происхождением связанный с палеоконсерваторами, палеолибертарианцами, военизированными группами, антииммиграционными активистами и выступающими за упразднение Федеральной резервной системы[33]
- движение, выступающее за Конституцию США, в частности, за вторую и четырнадцатую поправки[34]; в результате некоторые члены отказываются платить подоходный налог[34], а некоторые группы основываются на собственной системе общего права[17]

Патриотическое движение разделяет следующие взгляды:
- Поддержка движения военизированных формирований, таких как ополчение Мичигана[5][6][10][17]
- Эсхатология; религиозные воззрения, ориентированные на поиск «признаков конца времён»[5]
- Подозрение слежки[34]

Поддерживаются различные теории заговора:
- теория заговора «QAnon»[35]
- теории заговора относительно терактов 11 сентября[36]
- теория заговора об участии федерального правительства во взрыве в Оклахома-Сити[англ.][37][38] (осуждённый террорист Тимоти Маквей был «активно вовлечён в патриотическое движение», и взрыв был смоделирован на основе одной из миссий в романе Уильяма Пирса о превосходстве белой расы «Дневники Тернера», «одной из любимых книг Маквея»[8])
- теория заговора об участии федерального правительства в убийстве Джона Кеннеди[англ.][37]
- теория заговора о «Новом мировом порядке»[5][34], предположительно установленным путём захвата ООН[37].

Помимо движения ополчения, которое, как считается, вышло из патриотического движения патриотов, движение патриотов часто связывают с движением суверенных граждан, приверженцы которого считают, что большинство законов США нелегитимны и не могут применяться по отношению к ним.

## Группы
Группы, идентифицирующие себя с движением, включают:
- Лёгкое пешее ополчение Айдахо[англ.]
- Ополчение Монтаны[англ.][8]
- Мичиганское ополчение[5]